# ژیلا شریعت‌پناهی
ژیلا موحد شریعت‌پناهی (زاده ۱۳۳۰) قرآن‌پژوه و فعال حقوق زنان ایرانی است. او نویسنده کتاب «تحلیل نو بر حقوق زن از دیدگاه قرآن» می‌باشد و در کمپین یک میلیون امضا برای تغییر قوانین تبعیض‌آمیز عیله زنان و شورای ملی صلح عضویت دارد.در سال ۱۳۸۸ او داوطلب نامزدی برای انتخابات ریاست جمهوری ایران شد.ژیلا شریعت پناهی دانش‌آموختهٔ رشته مهندسی علوم با گرایش فیزیک از دانشگاه صنعتی شریف در سال ۱۳۵۲ بوده و از نخستین کارشناسان مواد رادیو اکتیو بود که در سازمان انرژی اتمی مشغول به کار شدند. او در دوران دانشجویی از طرفداران افکار علی شریعتی بود. او که خود را فمینیست اسلامی می‌داند، کمی قبل از انقلاب ۱۳۵۷، که برای شرکت در یک دوره آموزشی تخصصی به آلمان رفته بود برای «نشان دادن مخالفت خود با سرکوب‌های محمدرضا شاه»، روسری به سر می‌کرد. اما بعد از انقلاب با اجباری شدن مقنعه برای زنان کارمند، استعفا داده و در استعفانامهٔ خود نوشت «از آنجا که پوشیدن لباسی ناهماهنگ با عقاید برای این جانب موجب نفاق و دورویی است، بدین وسیله استعفای خود را تقدیم می‌دارم.» او این استعفای خود را اولین حرکت فمینیستی خود می‌داند.او اکنون قرآن‌پژوه است و تاکنون کتابی دو جلدی تحت عنوان «تحلیلی نو بر حقوق زن از دیدگاه قرآن» نوشته‌است که جلد دوم آن در وزارت ارشاد در دست بررسی است. او از اعضای فعال کمپین یک میلیون امضا برای تغییر قوانین تبعیض‌آمیز علیه زنان بوده و در برخی از کارگاه‌های کمپین به داوطلبان آموزش می‌دهد. ژیلا موحد شریعت پناهی همچنین عضو شورای ملی صلح و از اعضای هیئت بازرسی آن و عضو همگرایی جنبش زنان ایران است.او متأهل و مادر سه فرزند پسر است.
سال ۱۳۸۸ او داوطلب نامزدی برای انتخابات ریاست جمهوری ایران شد. که صلاحیتش برای شرکت در انتخابات توسط شورای نگهبان قانون اساسی تأیید نشد.